# Pontocaris spinifera
Pontocaris spinifera is een garnalensoort uit de familie van de Crangonidae. De wetenschappelijke naam van de soort is voor het eerst geldig gepubliceerd in 1996 door Chan.